# بني تمنية (كحلان عفار)

تعديل مصدري - تعديل

بني تمنية هي إحدى قرى عزلة الدقيمي بمديرية كحلان عفار التابعة لمحافظة حجة، بلغ تعداد سكانها 305 نسمة حسب تعداد اليمن لعام 2004.